# Kereki
Kereki je naselje u središnoj zapadnoj Mađarskoj.
Zauzima površinu od 14,43 km četvorna.

## Zemljopisni položaj
Nalazi se na 46° 47' 35" sjeverne zemljopisne širine i 17° 54' 44" istočne zemljopisne dužine, 6 km jugoistočno od obale Blatnog jezera.
1,5 km sjeverno je Kőröshegy, 6 km sjeveroistočno je Balatonendréd, 2 km jugoistočno je Bálványos, 1 km južno je Pusztaszemes, 4,5 km jugozapadno je Kötcse, 5 km zapadno je Szólád.

## Upravna organizacija
Upravno pripada Balatonföldvárskoj mikroregiji u Šomođskoj županiji. Poštanski broj je 8618.

## Znamenitosti
Kod Kerekija se nalaze ruševine utvrde Fehérkő vára.

## Promet
1 km sjeverno prolazi državna autocestovna prometnica M7 (europska prometnica E71).

## Stanovništvo
Kereki ima 561 stanovnika (2001.). Skoro svi su Mađari, a u mjestu živi nešto malo izjašnjenih kao Romi ili Bajaši.

## Vanjske poveznice
- (mađ.) http://www.civertan.hu/legifoto/legifoto.php?page_level=296 Zračne slike]
- Panoramio  Arhivirana inačica izvorne stranice od 11. listopada 2016. (Wayback Machine) Kereki várrom
- Panoramio  Arhivirana inačica izvorne stranice od 13. listopada 2016. (Wayback Machine) Red line, Kereki, Amália-puszta